# Jerónimo Ribeiro
Jerónimo Ribeiro Soares (Torres Novas, 15?? — Lisboa, ?), mais conecido por Jerónimo Ribeiro, foi um dramaturgo português activo nas últimas décadas do século XVI.

## Biografia
São muito poucas e incertas, mesmo contraditórias, as informações biográficas disponíveis sobre este autor. Diogo Barbosa Machado informa que «Jerónimo Ribeiro Soares, natural da Villa de Torres Novas, do Patriarcado de Lisboa, e descendente de Nobre família, foi muito aplicado à cultura da Poesia Cómica, em que compoz muitas obras, de que unicamente se fez publico [o] Auto do Fisico».
Por sua vez, o investigador Alberto Pimentel, nas suas obras sobre o poeta António Ribeiro Chiado, dá-o por irmão deste último, fazendo Jerónimo Ribeiro, autor do Auto do Físico, irmão do dramaturgo António Ribeiro Chiado que se sabe ter sido filho de um sapateiro e de uma regateira residentes nos arrabaldes de Évora. Embora sem fundamento conhecido, igual informação é veiculada em 1930 por Albino Forjaz Sampaio na obra sobre a história da literatura portuguesa que dirigiu.
A única obra conhecida deste autor, Auto do Físico, foi impresso em 1587, numa colectânea de obras dramáticas.